# Tero Järvenpää
Tero Järvenpää, född den 2 oktober 1984 i Tammerfors, är en finländsk friidrottare som tävlar i spjutkastning.
Järvenpääs genombrott kom när han blev silvermedaljör vid junior-EM 2003. 2005 blev han silvermedaljör vid Universiaden.
Han deltog vid VM i Osaka 2007 där han slutade på en åttonde plats efter ett kast på 82,10. Han var i final vid Olympiska sommarspelen 2008 och slutade då fyra med ett bästa kast på 83,95.

## Personliga rekord
- Spjutkastning - 86,68 meter

## Fotnoter
1. ↑  Česko-Slovenská filmová databáze, 2001, ČSFD person-ID: 171571.[källa från Wikidata]
2. ↑  World Athletics Database, World Athletics ID: 184049.[källa från Wikidata]